# 学校法人国際文化学園
学校法人国際文化学園（がっこうほうじんこくさいぶんかがくえん）とは、学校法人の一つ。

## 沿革
1953年（昭和28年）3月 - 東京都渋谷区円山町に 「国際文化理容美容学校」（現渋谷校） を設立
1956年（昭和31年）12月 - 東京都北多摩郡国分寺町に 「第二国際文化理容美容学校」（現国分寺校） を設立
2002年（平成14年）2月 - 国際文化理容美容専門学校を「国際文化理容美容専門学校渋谷校」、第二国際文化理容美容専門学校を「国際文化理容美容専門学校国分寺校」に校名変更
2019年（令和元年）12月17日 - 学校法人神奈川歯科大学との連携協定を締結
歯科大学と美容専門学校との連携協定は初の試みであり、歯科医療と美容を融合させた新たな取り組みとなることが期待される。

## 設置校
- 国際文化理容美容専門学校渋谷校
- 国際文化理容美容専門学校国分寺校

## 組織
附属機関
- 国際文化教育総合研究所
- 国際文化学園事業部
- 国際文化学園美容考古学研究所
- THE BARBER